# ファミリーカー
ファミリーカー（Family car）は、ヨーロッパにおいて普通車を表す際に使用される自動車の分類である。
多くはハッチバック及びセダンに使用される用語であるが、ミニバン、ステーションワゴン、カブリオレも含まれる場合もある。ユーロNCAPでは、Cセグメント車をスモールファミリーカー、Dセグメント車をラージファミリーカーと表記する。

## 由来
家族を地元や休暇で乗車させる際に、適している自動車を意味する。